# روسلان حنون
روسلان حنون (انگلیسی: Ruslan Hanoon؛ زادهٔ ۴ مارس ۱۹۹۶) بازیکن فوتبال اهل عراق بود.
وی همچنین در تیم‌های ملی فوتبال زیر ۲۳ سال عراق، و عراق بازی کرده‌است.